# Vincent van der Voort
Vincent van der Voort (Purmerend, 18 december 1975) is een Nederlandse darter. Eerder stond hij bekend als The Fastest Player in the World, tegenwoordig staat hij bekend als The Dutch Destroyer. Ook is hij met enige regelmaat te zien bij streamingdienst Viaplay als analist.

## Carrière

### BDO
Belangrijke successen waren onder meer het winnen van het Denmark Open in 2002 en 2006 en het bereiken van de kwartfinale op de Lakeside in Frimley Green (2005). Van der Voort werd toen door Raymond van Barneveld met 5-0 verslagen. Bij de Lakeside van 2006 werd Van der Voort in de tweede ronde met 4-0 uitgeschakeld door de Engelsman Tony O'Shea, nadat hij in de eerste ronde de Schot Ross Montgomery met 3-1 had verslagen. Een jaar later verloor hij tegen Davy Richardson. De beste prestatie van Van der Voort bij de BDO is het halen van de halve finale op de Dutch Open 2006, waarin hij met 2-0 in sets van Van Barneveld verloor.

### PDC

#### 2007-2008: begin bij de PDC

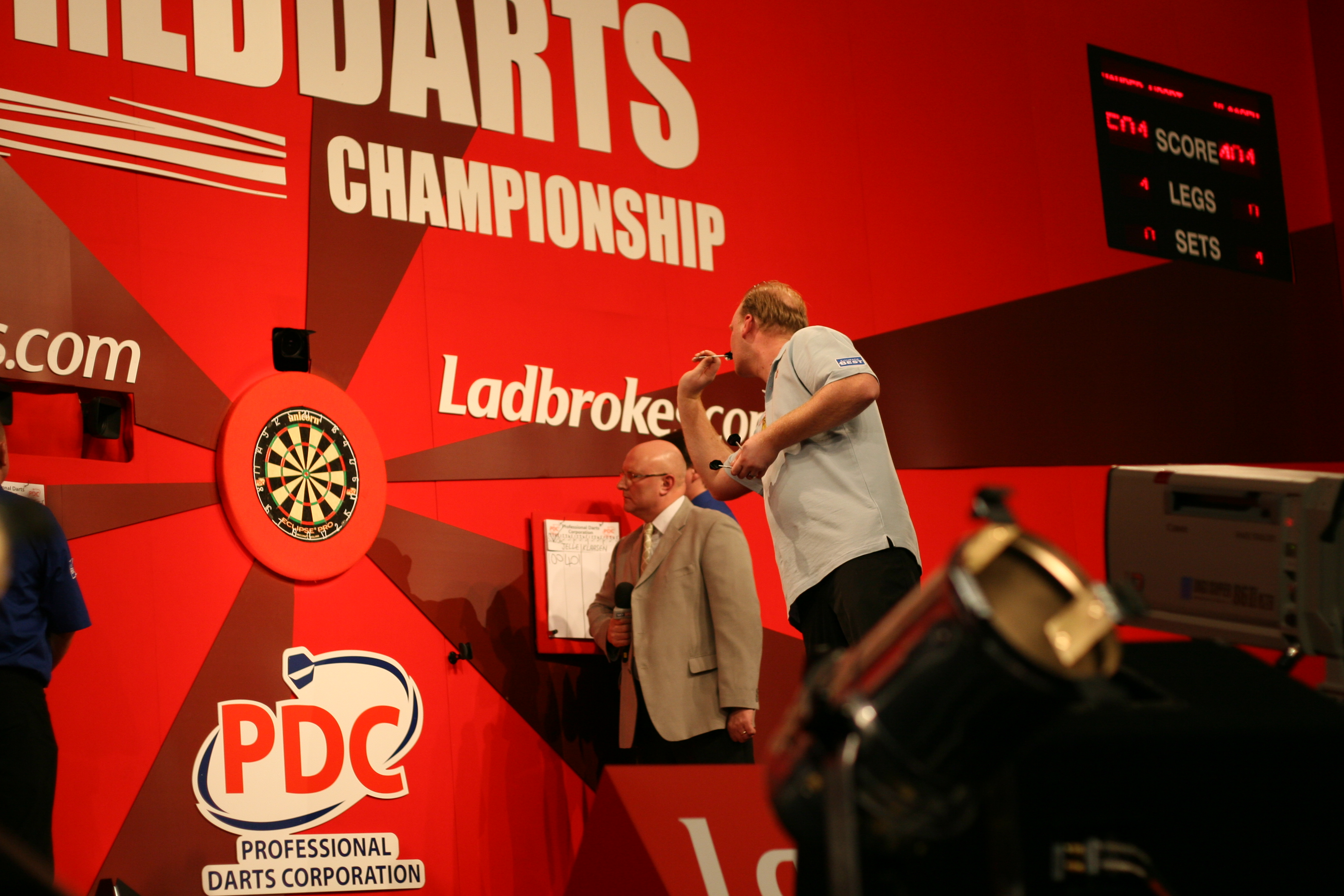
Van der Voort op het WK van 2008

Op 14 januari 2007 gaf hij samen met Jelle Klaasen en Michael van Gerwen aan over te stappen naar de PDC. Bij het debuut van Van der Voort op een televisietoernooi van de PDC wist hij de finale te halen van het UK Open 2007, waarin hij verloor van Raymond van Barneveld. Het prijzengeld voor de runner-up van £15,000 hielp hem op de Order of Merit in de top 50. In zijn eerste jaar bij de PDC wist Van der Voort zich te kwalificeren voor het WK. In de eerste ronde was landgenoot Jelle Klaasen zijn tegenstander. In een spannende partij, die tot een sudden death leg ging, was het Van der Voort die de partij wist te winnen met 3-2. In zijn eerste WK bij de PDC kwam Van der Voort tot de tweede ronde, hierin was de Engelsman Adrian Lewis hem met 4-2 te sterk. 
Na zijn succesvolle UK Open van 2007, plaatste Van der Voort zich ook in 2008 voor de UK Open. Dit keer wist hij de halve finale te bereiken, hierin verloor hij van James Wade. In december speelde Van der Voort zijn tweede PDC WK. Hij bereikte hierin de kwartfinale.

#### 2009-2011: goede jaren met overwinningen
In 2009 zette Van der Voort een aantal goede resultaten neer op de vloertoernooien. Tijdens een van de vloertoernooien in Nuland wist hij zelfs een 9-darter te gooien. In de eerste ronde van het WK won Van der Voort met 3-0 van Dylan Duo. In de tweede ronde verloor hij met 4-3 in sets van Kevin Painter. 
In juli wist Van der Voort zijn eerste overwinning bij de PDC te boeken. Hij won een van de Players Championships in Duitsland. Een paar maanden later won 'Fast Vinny' ook één Players Championship in Nederland. Op het PDC WK van 2011 behaalde Van der Voort zijn grootste overwinning op een televisietoernooi. Na overwinningen op Preston Ridd en Wayne Jones wist hij de finalist van het jaar voorheen, Simon Whitlock, met 4-2 te verslaan. Een ronde later verloor hij echter van Adrian Lewis, die later ook de wereldtitel zou pakken. Ook in 2011 wist van der Voort twee toernooien te winnen bij de PDC. Eerst won hij een UK Open Qualifier, later won hij een Players Championship in Oostenrijk. Op het einde van het jaar kwam hij in actie tijdens het WK. Na in de eerste ronde Mark Hylton verslagen te hebben, verloor hij in de tweede ronde van Andy Hamilton.

#### 2012-2013: moeizame jaren
In 2012 maakte van der Voort zijn debuut in de World Cup of Darts, waarin hij samen met Raymond van Barneveld Nederland vertegenwoordigde. Het duo verloor in de halve finale van het Australische koppel. Verder kende hij een moeizaam jaar. Op het WK deed hij het echter wel verdienstelijk, hij verloor in de derde ronde. Het jaar 2013 werd een lastig jaar voor Van der Voort. Onder andere door een rugblessure kwam hij tot geen aansprekende resultaten. Wel was hij weer geplaatst voor het WK. In de eerste ronde won hij van Matt Clark. In de tweede ronde liet hij goed spel zien tegen Adrian Lewis, maar hij verloor wel met 4-1.

#### 2014-2015: stijgende lijn
In 2014 kwam de vorm weer terug. Zo wist hij sinds 2011 weer een toernooi te winnen bij de PDC, hij won het Austrian Darts Open. In de finale stond hij met 2-5 achter tegen Jamie Caven, maar hij wist de wedstrijd nog te winnen met 6-5. Ook op het traditionele toernooi voor het WK, de Players Championship Finals, liet Van der Voort van zich spreken door de halve finale te bereiken. Op het wereldkampioenschap van 2015 wist Van der Voort de kwartfinale te bereiken na overwinningen op John Henderson, Max Hopp en Dean Winstanley. Hierin verloor hij met 5-3 van de dartlegende Phil Taylor. Die eerste toernooien die Van der Voort na het WK gooide waren de UK Open qualifiers. In de tweede qualifier bereikte Van der Voort de finale. Daarin moest hij spelen tegen zijn maatje, Michael van Gerwen. Deze verloor 'Fast Vinny' kansloos met 6-1. Door de goede resultaten op de qualifiers nam Van der Voort ook deel aan de UK Open. In de vijfde ronde moest hij zijn meerdere erkennen in Phil Taylor. De World Matchplay werd geen succes: Van der Voort verloor in de eerste ronde van Brendan Dolan. Op de World Grand Prix stuntte van der Voort door in de eerste ronde Taylor uit te schakelen. Op het WK begon Van der Voort met overwinningen op de Australiërs Loz Ryder en Kyle Anderson, waarna hij in de derde ronde met 4-0 verloor van de latere kampioen Gary Anderson.

#### 2016-2024
Door zijn vijftiende plaats op de Order of Merit na het WK mocht hij eind januari voor de eerste keer deelnemen aan The Masters, een invitatietoernooi voor de top 16 van de Order of Merit. In de eerste ronde wist hij met 10-7 te winnen van de wereldkampioen Gary Anderson.
In oktober 2024 kondigde Van der Voort, die op dat moment de 63ste plek innam op de wereldranglijst, aan in 2025 een rustjaar te nemen, om daarin na denken over hoe hij zijn toekomst in de dartsport ziet. Door een blindedarmontsteking in november, kon hij niet deelnemen aan de PDC Tour Card Holder Qualifier voor het PDC World Darts Championship 2025. In december maakte hij bekend te gaan spelen bij dartsbond World Seniors Darts Tour, waarbij enkel spelers met een leeftijd van vijftig jaar of meer zijn aangesloten.
Sinds december 2024 maakt Van der Voort samen met presentator Damian Vlottes een wekelijkse podcast voor Sportnieuws.nl onder de titel Darts draait door. In de podcast bespreken zij het laatste nieuws en de opvallendste ontwikkelingen uit de dartwereld.

## Resultaten op wereldkampioenschappen

### BDO
- 2002: Laatste 32 (verloren van Mensur Suljović met 2–3)
- 2003: Laatste 16 (verloren van Tony David met 1-3)
- 2004: Laatste 32 (verloren van Stephen Bunting met 2-3)
- 2005: Kwartfinale (verloren van Raymond van Barneveld met 0-5)
- 2006: Laatste 16 (verloren van Tony O'Shea met 0-4)
- 2007: Laatste 32 (verloren van Tony Richardson met 1-4)

### WDF
- 2001: Laatste 128 (verloren van Peter Sjoberg met 3-4)
- 2003: Laatste 64 (verloren van Tony David met 0-4)
- 2005: Laatste 64 (verloren van Kim Viljanen met 2-4)

### PDC
- 2008: Laatste 32 (verloren van Adrian Lewis met 2-4)
- 2009: Laatste 16 (verloren van James Wade met 0-4)
- 2010: Laatste 32 (verloren van Kevin Painter met 3-4)
- 2011: Kwartfinale (verloren van Adrian Lewis met 2-5)
- 2012: Laatste 32 (verloren van Andy Hamilton met 3-4)
- 2013: Laatste 16 (verloren van James Wade met 0-4)
- 2014: Laatste 32 (verloren van Adrian Lewis met 1-4)
- 2015: Kwartfinale (verloren van Phil Taylor met 3-5)
- 2016: Laatste 16 (verloren van Gary Anderson met 0-4)
- 2017: Laatste 64 (verloren van Max Hopp met 1-3)
- 2018: Laatste 16 (verloren van Raymond van Barneveld met 1-4)
- 2019: Laatste 32 (verloren van Chris Dobey met 3-4)
- 2020: Laatste 64 (verloren van Dave Chisnall met 1-3)
- 2021: Laatste 16 (verloren van Daryl Gurney met 2-4)
- 2022: Laatste 32 (reglementair verloren van James Wade nadat hij positief werd getest op het coronavirus) [4]
- 2023: Laatste 32 (verloren van Luke Humphries met 3-4)

### WSD (Senioren)
- 2025: Laatste 28 (forfait gegeven wegens medische redenen voor aanvang van de wedstrijd tegen Neil Duff)

## Resultaten op de World Matchplay
- 2008: Laatste 32 (verloren van Alan Tabern met 8-10)
- 2009: Kwartfinale (verloren van Mervyn King met 6-16)
- 2010: Laatste 16 (verloren van James Wade met 10-13)
- 2011: Laatste 16 (verloren van Adrian Lewis met 5-13)
- 2012: Laatste 32 (verloren van Ian White met 5-10)
- 2014: Laatste 32 (verloren van Raymond van Barneveld met 4-10)
- 2015: Laatste 32 (verloren van Brendan Dolan met 6-10)
- 2016: Laatste 32 (verloren van Kyle Anderson met 4-10)
- 2019: Laatste 32 (verloren van Peter Wright met 5-10)
- 2020: Kwartfinale (verloren van Glen Durrant met 16-18)
- 2021: Laatste 32 (verloren van Dave Chisnall met 8-10)

## Overwinningen PDC Pro Tour
Naast de hoofdtoernooien organiseert de PDC ook de Pro Tour, waaronder de Players Championships en de UK Open kwalificatie toernooien. De winnaars daarvan spelen de Players Championship Finals en/of de UK Open.
Players Championships
| Plaats     | Jaar |
| ---------- | ---- |
| Oostenrijk | 2011 |
| Duitsland  | 2010 |
| Nederland  | 2010 |

UK Open Qualifiers
| Jaar | Winst |
| ---- | ----- |
| 2011 | 1x    |

European Tour
| Jaar | Toernooi en Plaats             |
| ---- | ------------------------------ |
| 2014 | Austrian Darts Open (Salzburg) |

## Gespeelde finales hoofdtoernooien

### PDC
| Resultaat | Nr. | Jaar | Kampioenschap | Tegenstander          | Score  | Variant |
| Runner-up | 1.  | 2007 | UK Open       | Raymond van Barneveld | 8 – 16 | Legs    |

## Trivia
- In 2022 was Van der Voort te zien in het televisieprogramma Marble Mania. Hij streed in diverse knikkerspellen tegen mededarters Raymond van Barneveld en Michael van Gerwen.[5]